# Mindestlohn in Brasilien
Der Mindestlohn in Brasilien, portugiesisch salário mínimo, verdankt seine Einführung im Jahr 1930 Getúlio Vargas.
Mit einer einfachen Formel erstellte er einen „Grundkorb“ und empfahl, dass „der Mindestlohn 10 regionale Lebensmittelkörbe abdecken sollte“. Diese Anweisung wurde später geregelt durch: Gesetz Nr. 185 vom Januar 1936 und durch Gesetzesdekret Nr. 399 vom April 1938. Das Gesetzesdekret Nr. 2162 vom 1. Mai vom 1940 legte die Werte des Mindestlohns fest und trat in diesem Jahr in Kraft.
Der Mindestlohn hatte damals 14 verschiedene Werte, deren Abweichung zwischen dem niedrigsten und dem höchsten je nach regionaler Wirtschaft das 2,67-fache betrug. Die Zuschreibung dieser Werte erfolgte wie folgt: Das Land wurde in 22 Regionen (die damals 20 Bundesstaaten plus den Bundesdistrikt und das Bundesterritorium von Acre, heute der Bundesstaat Acre) unterteilt, die wiederum in 50 Unterregionen. Die daraus resultierende Tabelle hatte eine Mindestlaufzeit von drei Jahren. Die erste Anpassung des Mindestlohns erfolgte erst 1943 im Juli. Im Dezember desselben Jahres wurde der Mindestlohn erneut angehoben. Diese beiden Erhöhungen, zusätzlich zur Wiederherstellung der Kaufkraft der Löhne, verringerten die Differenz zwischen dem niedrigsten und höchsten Gehalt auf das 2,24-fache. Auf die Erhöhungen von 1943 folgten aufgrund des realen Wertes und der Kaufkraft acht Jahre ohne Anpassung.
Die verschiedenen Arbeitsgesetze wurden durch Gesetzesdekret Nr. 5.452 vom 1. Mai 1943, bekannt als Consolidação das Leis do Trabalho (CLT), konsolidiert (deutsch Konsolidierung der Arbeitsgesetze). In den Artikeln 76 bis 128 wurden Regelungen zum Mindestlohn eingefügt, die ausreichen sollen, um den normalen Bedarf an Nahrung, Wohnung, Kleidung, Hygiene und Transport des Arbeitnehmers zu decken (CLT, Art. 76). Damals wurde die Aufteilung des Landes in 22 Regionen beibehalten (CLT, Art. 84), jede mit einer Mindestlohnkommission (CLT, Art. 84, einziger Absatz).
Während der Militärdiktatur wurden einige Monate nach der AI-1 vom April 1964, genauer gesagt im Dezember 1964, die Artikel des CLT bezüglich der Mindestlohnkommissionen (Gesetz Nr. 4.589/1964, Art. 23) aufgehoben.
Die Brasilianische Verfassung von 1988 legt in Absatz 7, Titel II, Kapitel II (Über soziale Rechte) das Recht jedes Arbeiters auf einen Mindestlohn fest. Punkt IV behielt im Wesentlichen die Definition des ehemaligen CLT bei, indem er feststellte, dass der „Gehaltsbetrag ‚in der Lage war, die grundlegenden Lebensbedürfnisse des Arbeitnehmers und seiner Familie mit Wohnung, Nahrung, Bildung, Gesundheit, Freizeit, Kleidung, Hygiene, Transport zu decken, und soziale Sicherheit“. Diese Klausel garantiert auch regelmäßige Anpassungen, um die Kaufkraft des Arbeitnehmers zu erhalten.

## Tabelle Mindestlohn seit 1995
| Seit      | Wert (R$) | Δ       | Wert (€)   |
| --------- | --------- | ------- | ---------- |
| 1/05/1995 | R$ 100    | +R$ 30  |            |
| 1/05/1996 | R$ 112    | +R$ 12  |            |
| 1/05/1997 | R$ 120    | +R$ 08  |            |
| 1/05/1998 | R$ 130    | +R$ 10  |            |
| 1/05/1999 | R$ 136    | +R$ 06  |            |
| 1/04/2000 | R$ 151    | +R$ 15  |            |
| 1/04/2001 | R$ 180    | +R$ 29  |            |
| 1/04/2002 | R$ 200    | +R$ 20  |            |
| 1/04/2003 | R$ 240    | +R$ 40  |            |
| 1/05/2004 | R$ 260    | +R$ 20  |            |
| 1/05/2005 | R$ 300    | +R$ 40  |            |
| 1/04/2006 | R$ 350    | +R$ 50  |            |
| 1/01/2010 | R$ 510    | +R$ 45  |            |
| 1/01/2011 | R$ 545    | +R$ 35  |            |
| 1/01/2012 | R$ 622    | +R$ 77  | ≈ 257,26 € |
| 1/01/2013 | R$ 678    | +R$ 56  | ≈ 250,46 € |
| 1/01/2014 | R$ 724    | +R$ 46  | ≈ 221,05 € |
| 1/01/2015 | R$ 788    | +R$ 64  | ≈ 242,96 € |
| 1/01/2016 | R$ 880    | +R$ 92  | ≈ 199,90 € |
| 1/01/2017 | R$ 937    | +R$ 57  | ≈ 273,46 € |
| 1/01/2018 | R$ 954    | +R$ 17  | ≈ 241,49 € |
| 1/01/2019 | R$ 998    | +R$ 44  | ≈ 227,18 € |
| 1/01/2020 | R$ 1.039  | +R$ 41  | ≈ 231,56 € |
| 1/02/2020 | R$ 1.045  | +R$ 06  | ≈ 221,54 € |
| 1/01/2021 | R$ 1.100  | +R$ 55  | ≈ 173,94 € |
| 1/01/2022 | R$ 1.212  | +R$ 112 | ≈ 201,89 € |